# Şırnak (prowincja)
Prowincja Şırnak (tur. Şırnak Ili, kurd. Parêzgeha Şirnexê) – jednostka administracyjna w Południowo-Wschodniej Anatolii (Güneydoğu Anadolu Bölgesi), położona przy granicy z Irakiem i Syrią. Graniczy na północy z prowincją Siirt, na zachodzie z Mardin, a na wschodzie z Hakkari. Zamieszkana jest przez Kurdów, Turków, Arabów, a także nieliczną społeczność chrześcijańskich Asyryjczyków.

## Dystrykty

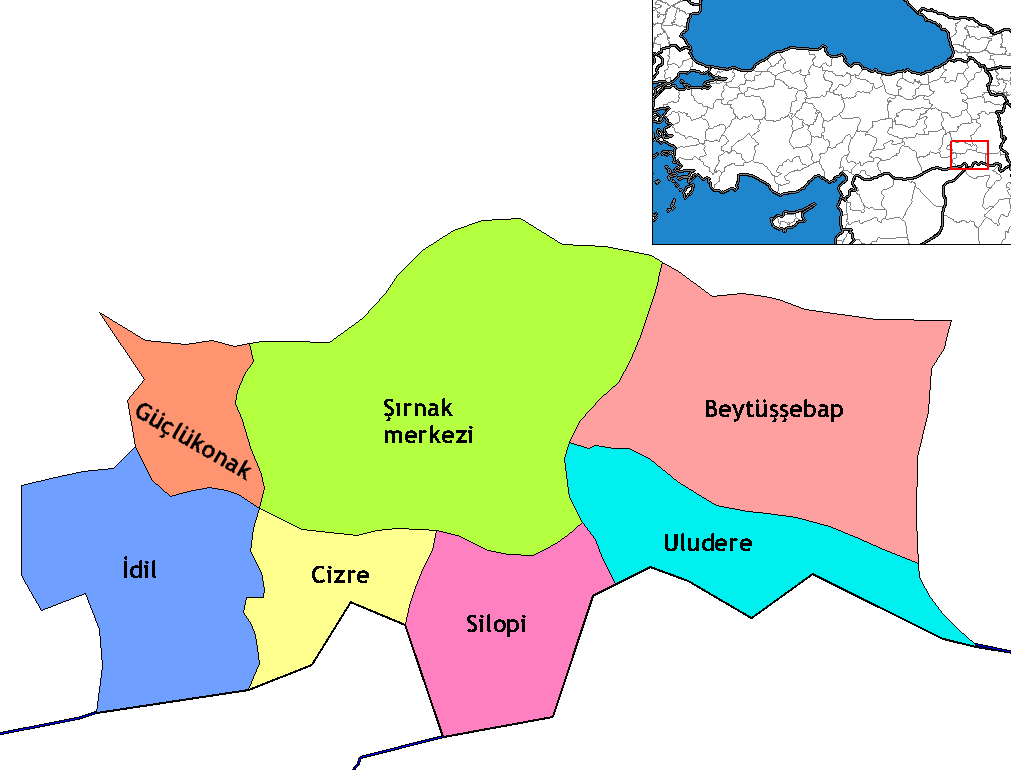
Dystrykty w prowincji Şırnak

Prowincja Şırnak dzieli się na siedem dystryktów:
- Beytüşşebap
- Cizre
- Güçlükonak
- İdil
- Silopi
- Şırnak
- Uludere